# Kloster Tavna

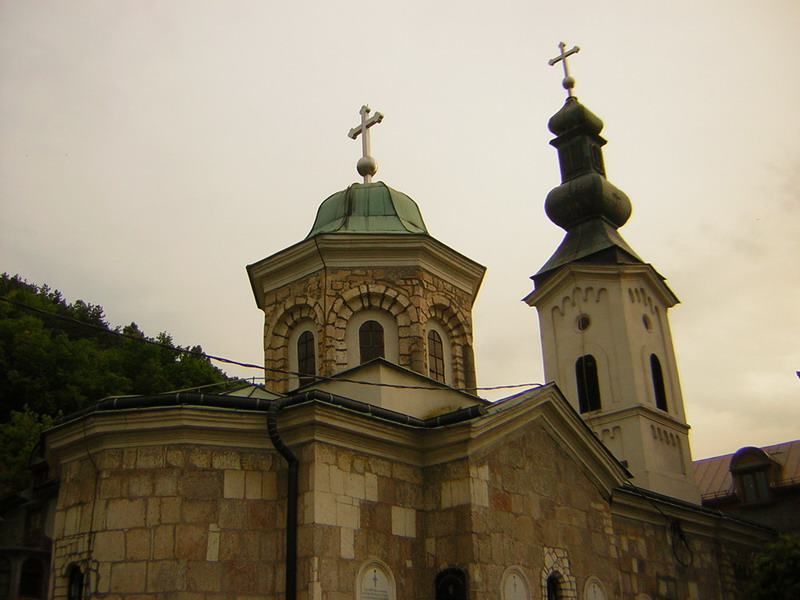
Serbisch-orthodoxes Kloster Tavna.

Das Kloster Tavna (serbisch Манастир Тавна, Manastir Tavna), auch als Sveta Trojca bekannt, befindet sich im südlichen Teil der Gemeinde von Bijeljina und gehört zu den ältesten Gebäuden der Semberija in Bosnien und Herzegowina. Das Kloster soll von Dragutins Söhnen Vladislav und Uroš während dessen Regierungszeit erbaut worden sein. Dragutin war der König von Serbien, die damalige Region um Bijeljina gehörte bis 1316 zu seinem Herrschaftsgebiet.
Das Kloster wurde in den ersten Jahren der mittelalterlichen türkischen Okkupation stark beschädigt, die Schäden wurden später wieder beseitigt. Im Laufe der osmanischen Besatzung kam es zu weiteren Beschädigungen des Klosters. Während des Zweiten Weltkrieges war das Kloster Tavna mehrfach Angriffen und Bombardierungen der Ustaša ausgesetzt, einer faschistischen Bewegung kroatischer Extremisten unter der Führung von Ante Pavelić. 
Auf einem Grabstein in unmittelbarer Nähe des Klosters steht „Zdravko Jovanović, getötet 1943 von der blauen Division der Ustaša, während der Verteidigung des Klosters“. Nach dem Zweiten Weltkrieg wurde das Kloster wieder aufgebaut. Es gilt heute als geistiges Zentrum der ansässigen serbisch-orthodoxen Christen in der Region und ist ebenso ein häufig von Touristen besuchtes Bauwerk.